# Wilhelm von Elverfeldt
Wilhelm von Elverfeldt (* im 16. Jahrhundert; † September 1625) war ein römisch-katholischer Geistlicher, Domherr in Münster und Deputierter der Landpfennigkammer.

## Leben
Wilhelm von Elverfeldt entstammte dem zum westfälischen Uradel der Grafschaft Mark gehörenden Geschlecht Elverfeldt, aus dem zahlreiche namhafte Persönlichkeiten hervorgegangen sind. Er war der Sohn des Gerichtsherrn Konrad von Elverfeldt zu Herbede (Erbauer des Hauses Herbede) und dessen Gemahlin Bertha von Vittinghoff gen. Schell. Am 25. August 1589 präsentierte ihn der Turnar auf die frei gewordene Dompräbende des Maximilian von der Horst. Am 1. Juli 1595 kam er in den Besitz der Präbende des Hermann Dobbe, der verzichtet hatte, und wurde auf die Geschlechter Elverfeldt, Vittinghoff gen. Schell, Schencking und Westerholt aufgeschworen. Die Belehnung mit dem Schultenamt und Hof zu Herbede fiel auf den 15. April 1598. Im Januar 1614 übertrug er diese auf seinen Bruder Heinrich. Mit dem Erhalt der Tonsur am 13. August 1609 wurde er auf ein geistliches Amt vorbereitet und empfing am 19. September die Weihe zum Subdiakon. Am 1. März 1618 optierte er die Obedienz Hiddingsel. Die Wahl zum Deputierten der Landpfennigkammer fiel auf den 15. Februar 1619. In diesem Jahr übernahm er auch das Amt des Domküsters. Wilhelm besaß auch das Archidiakonat Weseke. Er stiftete für den Dom zu Münster eine Figur des Heiligen Ludgerus.